# Bekwai
Koordinaten: 6° 27′ N, 1° 35′ W
Bekwai ist ein Ort mit über 5000 Einwohnern im westafrikanischen Ghana.

## Geografie
Bekwai liegt in der Ashanti Region, südlich der Regionalhauptstadt Kumasi und nördlich von Obuasi. Es ist die Hauptstadt des Distriktes Amansie East.

## Infrastruktur
In Bekwai gibt es 37 öffentliche Telefonzellen. (Der Distrikt weist insgesamt 5000 Telefonanschlüsse auf.) Bekwai ist eine von 6 Gemeinden des Distrikts, in denen Leitungswasser grundsätzlich zur Verfügung steht. Hier befindet sich auch das staatliche Bekwai Hospital. Es gibt ein Postamt und einen Bahnhof.